# Whopper

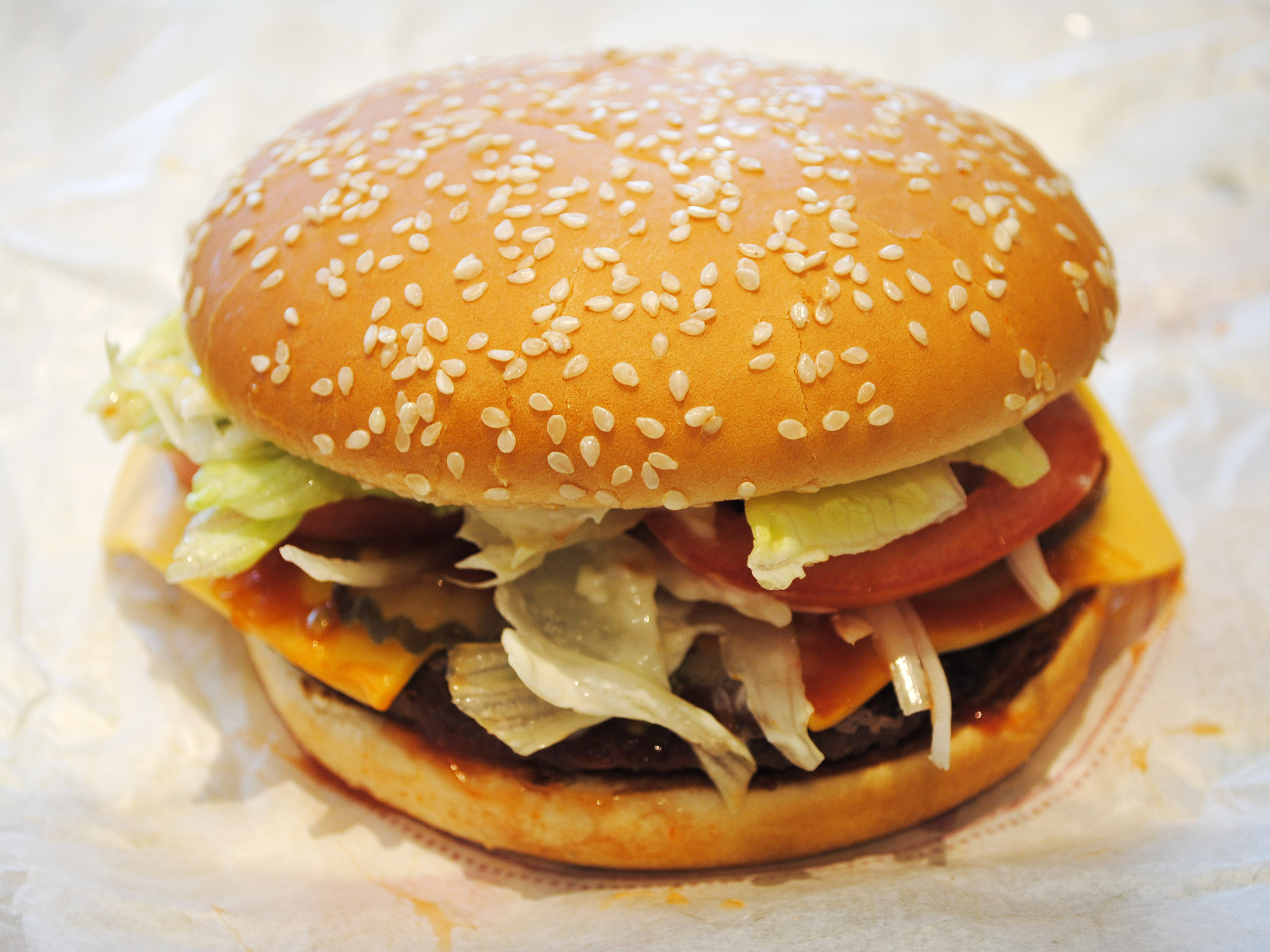
Whopper của Burger King với phô mai

Whopper là một dòng burger độc quyền của chuỗi nhà hàng thức ăn nhanh quốc tế Burger King. Thương hiệu nhượng quyền tại Úc cho dòng sản phẩm này là Hungry Jack's. Whopper này được xem là nổi tiếng trong ngành thức ăn nhanh, và Burger King đã tự quảng cáo thương hiệu này là "Quê hương của Whopper". Họ đặt tên cho các quầy bán hàng của mình là BK Whopper Bar. Để đối đầu lại với Whopper, các đối thủ của Burger King đã phát triển các sản phẩm tương tự để cạnh tranh với hãng này, điển hình là sản phẩm Quarter Pounder của McDonald.
Burger King mở bán nhiều loại Whopper khác nhau. Chúng có thể được bán theo mùa hoặc được làm theo khẩu vị hoặc phong tục địa phương. Để quảng bá sản phẩm, đôi khi chuỗi nhà hàng này sẽ tung ra những phiên bản có giới hạn. Đây thường là điểm chính của các chương trình khuyến mãi quảng cáo, liên kết sản phẩm và đôi khi là "trò đùa hoặc trò lừa bịp" trong kinh doanh của công ty. Ở Hoa Kỳ, một chiếc Whopper tiêu chuẩn sẽ có một miếng thịt bò 1/4 pound (khoảng 113g) , dưa chua, hành tây, tương cà, cà chua và rau diếp. Đôi khi sản phẩm được cho thêm pho mát. Khách hàng có thể thêm nhiều phần thịt hơn bằng cách sử dụng loại bánh BK Stacker của Burger King. Trước đây, Whopper đã bị chế thành meme vì Burger King đã phát hành bài hát có tên "Whopper Whopper".

## Lịch sử
Whopper được ra mắt vào năm 1957 bởi người đồng sáng lập Burger King là James McLamore. Ban đầu, sản phẩm được bán với giá 37 Penny (tương đương với 4,01 Đô la vào năm 2023). McLamore đã cho ra mắt chiếc burger này sau khi ông nhận thấy một nhà hàng đối thủ ở Gainesville, Florida, đang kinh doanh phát đạt khi bán dòng burger lớn hơn. Dòng sản phẩm này đã có nhiều thay đổi trong nhiều năm trong đó bao gồm những sự thay đổi về kích thước của chiếc burger và loại vỏ bánh mì được sử dụng. Khi Whopper được giới thiệu, nó chỉ có giá 37 xu ở Hoa Kỳ. Vào giữa năm 2023, có tin tức cho rằng Burger King có thể sẽ phải đối mặt với một vụ kiện tập thể vì thay đổi kích thước của Whopper.